# Hyalinella punctata
Hyalinella punctata är en mossdjursart som först beskrevs av Hancock 1850.  Hyalinella punctata ingår i släktet Hyalinella och familjen Plumatellidae. Inga underarter finns listade i Catalogue of Life.